# غرينليف تي ستيفنز
غرينليف تي ستيفنز (بالإنجليزية: Greenleaf T. Stevens)‏ هو محامي أمريكي، ولد في 1831، وتوفي في 1918.